# محمد علي الجابري
محمد علي بن جاسم بن محمد الشريداوي الجابري (1866 - 19 يوليو 1915) شاعر وخطيب ديني عثماني عراقي. ولد في النجف ونشأ بها على أبيه. درس على بعض علماء فقرأ المقدمات من نحو وصرف، ومنطق وبلاغة، ثم تتلمذ في الخطابة على محمد الفيخراني، وجعفر التستري ولازمه كثيرًا. امتاز بمواهبه في فن الخطابة الدينية وكان أستاذًا لجيل، منهم علي الترك وسلمان الأنباري. توفي في مسقط رأسه عن عمر يناهز 50 عامًا ودفن في العتبة العلوية. له ديوان شعر، مفقود.

## سيرته
هو محمد علي بن جاسم بن محمد بن عبد الله بن ملا البو حرشة الشريداوي الحجيمي الجابري. وهو غير محمد علي الجابري السياسي في حزب الدعوة الذي أعدم في 1979. 

ولد محمد علي الجابري سنة 1283 هـ/ 1866 م في النجف. أخذ العلوم على جملة من علماء عصره، منهم: مرتضى الخوئي، وباقر الهندي، ومحمد حسين حمد الحلي، ومحمد حسن القاري السلامي، وعبد الصاحب الحلو. ثم تتلمذ في الخطابة على محمد الفيخراني، وجعفر التستري ولازمه كثيرًا. 

برز بين أقرانه وكان خطيبًا بارزًا، ويعد أستاذًا لجيل من الخطباء الدينيين. «وكان حسن الصوت غريز الحفظ ورعًا تقيًا جليلًا تحترمه كافة الطبقات وتستأنس إلى إرشاداته ومواعظه.» فقد تخرج على يديه في فن الخطابة جمع كبير، منهم علي الترك، وسلمان الأنباري، وحسن جلو، وعلي العفجاوي، وعبد الصاحب الظالمي، وراضي القزويني، وحسين سليمون، وصالح زيني، وعبد علي الماجدي، وأحمد الخوئي، وعطية بن عبد الله شبر، وعبد الكاظم الصايغ، وجواد حجي، وهادي الحجار. 

توفي في النجف يوم 8 رمضان 1333/ 19 يوليو 1915 ودفن في العتبة العلوية. وقد خلف ولده الشيخ مسلم في فنه الذي ولد 1913. 

## شعره
فقد نظم الكثير من الشعر منذ صغره، لكنه ضاع كما ضاعت آثاره الأخرى. جاء في معجم البابطين عنه «ما وصلنا من شعره قليل، وانحصر مجال نظمه في التوسل والمدح والرثاء والشكوى، ومتبعًا شعراء العربية السابقين. تميز بعض شعره بلغة صافية، وصدق في التعبير، وحرارة في العاطفة.» 

## وصلات خارجية
- في بوابة الشعراء